# Mura Masa
Pour les articles homonymes, voir Muramasa.
Alex Crossan (né le 5 avril 1996 à Sainte-Marie-du-Câtel dans les îles Anglo-Normandes), dit Mura Masa, est un auteur-compositeur, producteur de musique électronique et multi-instrumentiste guernésiais. 

## Enfance et début de carrière
Alex Crossan est né et élevé à Sainte-Marie-du-Câtel sur la petite île de Guernesey, dans les îles Anglo-Normandes, entre l’Angleterre et la France. Durant son adolescence, il est guitariste, bassiste et batteur pour des groupes locaux et de reprise. Il découvre à l’âge de quinze ans le logiciel Ableton Live et commence à réaliser des maquettes inspirées par la musique trap. En 2013, il fonde son propre label Anchor Point Records et signe une entente artistique avec Polydor en Europe et Interscope outre-Atlantique. L'année suivante, il télécharge ses premiers essais, remixes et bootlegs sur SoundCloud.
La chanson Lotus Eater est la première de ses compositions à être repérée par la station de radio britannique BBC Radio 1, qui la diffuse au cours de programmes animés par Zane Lowe, Annie Mac, Huw Stephens et Phil Taggart. Après avoir quitté Guernesey pour continuer ses études de littérature anglaise à l’Université du Sussex de Brighton, Crossan commence à présenter sa musique lors de concerts à guichets fermés au Green Door Store de Brighton et à l’Electrowerkz de Londres. 
Il lance sa carrière en dévoilant Soundtrack to a Death, sa première mixtape, par le biais de la plateforme de distribution audio SoundCloud. En parallèle, l'album est commercialisé et soutenu par la maison de disques allemande Jakarta Records. 
Son premier maxi, Someday Somewhere, sort en avril 2015 et comporte la participation des vocalistes Nao, Denai Moore et Jay Prince. Extraite de cet opus, la chanson Lovesick atteint la première position d’un classement établi par le service de streaming musical Spotify recensant les morceaux les plus en vogue au Royaume-Uni et aux États-Unis. La même année, il contribue à la diffusion d’un mix de soixante minutes pour la station de radio BBC Radio 1 et au profit du programme Diplo and Friends de la station 1XTRA. En décembre 2015, il est sélectionné pour concourir au sondage annuel britannique Sound of...

## Anchor Point Records
Anchor Point Records est le label que Crossan a créé en partenariat avec Polydor et Interscope. En plus des projets de Mura Masa, le label parraine et épaule également d’autres artistes, tels que la dublinoise Bonzai.

## Discographie

### Albums
- 2017 : Mura Masa
- 2020 : R.Y.C.
- 2022 : demon time

### Maxis
- 2015 : Someday Somewhere

### Mixtapes
- 2014 : Soundtrack to a Death

### Singles
- 2015 : "Love for That" (avec Shura)
- 2016 : "What if I Go?" (avec Bonzai)
- 2016 : "Love$ick" (avec A$AP Rocky)
- 2016 : "1 Night" (avec Charli XCX)
- 2017 : "All Around the World" (avec Desiigner)
- 2017 : "Second 2 None" / "Blu" (avec Redcar (Christine and the Queens) / Damon Albarn)
- 2017 : "Wave" / "Sole M8s"
- 2017 : "Nuggets" / "Helpline" (avec Bonzai / Tom Tripp)
- 2017 : "Untitled" (avec Moses Boyd)
- 2017 : "U Never Call Me" (avec Jadu Heart)
- 2018 : "Complicated" (avec Nao)
- 2018 : "Doorman" (avec slowthai)
- 2019 : "I Don't Think I Can Do This Again" (avec Clairo)
- 2019 : "No Hope Generation"
- 2019 : "Deal wiv It" (avec slowthai)
- 2020 : "Teenage Headache Dreams" (avec Ellie Rowsell de Wolf Alice)
- 2021 : "2gether"
- 2022 : "bbycakes" (avec Lil Uzi Vert, PinkPantheress et Shygirl)
- 2022 : "blessing me" (avec Pa Salieu et Skillibeng)
- 2022 : "hollaback bitch" (avec Shygirl et Channel Tres)
- 2022 : "e-motions" (avec Erika de Casier)